# Eleições para o Senado dos Estados Unidos em 2010
As Eleições para o Senado dos Estados Unidos  aconteceu em 2 de novembro de 2010, para 37 das 100 cadeiras no Senado dos Estados Unidos. A eleição especial para uma cadeira, a 38, foi realizada em Massachusetts em 19 de janeiro de 2010, para um mandato que termina em janeiro de 2013.

## Alabama
O  senador republicano Richard Shelby é candidato à reeleição, contra o advogado democrata William G. Barnes. Foi confirmado a reeleição de Shelby em 3 de novembro de 2010,com  100% das urnas apuradas Shelby obteve maioria de 65,3%,contra 34,7% dos votos de Burns.
- Richard Shelby (inc.) 964.329 (65,3%)
- William G. Barnes 513.540 (34,7%)

## Alasca
Lisa Murkowski era candidata a reeleição pelo Partido Republicana, mas foi derrotada na primária por Joe Miller; Scott McAdams concorreu pelo Partido Democrata. Murkowski então decidiu concorrer sem nenhum partido. Murkowski venceu uma das eleições mais disputadas.
- Lisa Murkowski (inc.) 101.091 (39,06%)
- Joe Miller 90.839 (35,11%)
- Scott McAdams 60.045 (23,21%)

## Arizona
O republicano John McCain foi reeleito para seu quinto mandato.
- John McCain (inc.) 1.005.615 (59,07%)
- Rodney Glassman 592.011 (34,78%)

## Arkansas
No Arkansas, a senadora Blanche Lincoln acabou sendo derrotada pelo representante republicano John Boozman.
- John Boozman 451.617 (57,90%)
- Blanche Lincoln (inc.) 288.156 (36,95%)

## Califórnia
A democrata Barbara Boxer, senadora desde a década 90, acabou por ser reeleita.
- Barbara Boxer (inc.) 5.218.441 (52,2%)
- Carly Fiorina 4.217.366 (42,2%)

## Carolina do Norte
A secretária de estado Elaine Marshall, acabou sendo derrotada pelo senador Richard Burr.
- Richard Burr (inc.) 1.458.046 (54,81)
- Elaine Marshall 1.145.074 (43,05%)